# Ralph Abernathy
Pour les articles homonymes, voir Abernathy.
Ralph David Abernathy, né le 11 mars 1926 à Linden dans l'État de l'Alabama et mort le 17 avril 1990 à Atlanta dans l'État de la Géorgie est un pasteur chrétien baptiste, un militant politique américain, figure majeure du mouvement des droits civiques et le collaborateur le plus proche de Martin Luther King, il l'a aidé en organisant avec lui le boycott des bus de Montgomery et à la fondation de la Conférence du leadership chrétien du Sud, dont il assure la présidence après l'assassinat de Martin Luther King.

## Biographie

### Jeunesse et formation
Ralph David Abernathy, est le fils de William L. Abernathy, lui-même fils d'un esclave et de Louivery Valentine Bell, un couple de fermier. Son père est diacre de l'Église baptiste, c'est un des chefs de file de la communauté afro-américaine du comté de Marengo, il s'est illustré en étant le premier Afro-Américain à voter et à siéger dans un jury. William L. Abernathy lutte également pour la scolarité des jeunes afro-américains, notamment en soutenant la création de la Linden Academy, établissement d'enseignement secondaire ou Ralph David Abernathy fera sa scolarité.
Après avoir achevé sa scolarité secondaire, il est enrôlé en 1944 au sein de l'US Army, il est envoyé en Allemagne juste avant sa capitulation, nommé sergent, un rhumatisme articulaire aigu, lui a évité d'être envoyé sur le front du Pacifique où la quasi-totalité de sa compagnie a été tuée.
En 1945, grâce à la G.I. Bill, après sa démobilisation, il peut entreprendre des études universitaires, ainsi, option mathématiques à l'Alabama State University et obtint un Bachelor of Science (licence) en 1950. L'année suivante il étudie une majeure en sociologie et obtint son Master of Arts (master) à l'Atlanta University (aujourd'hui nommée la Clark Atlanta University),,,,

### Carrière
En 1951, il devient pasteur de la Eastern Star Baptist Church de Demopolis puis de la First Baptist Church (Montgomery, Alabama) (en). En 1954, le révérend Martin Luther King est nommé pasteur de l'église baptiste située à la Dexter avenue de Montgomery, les deux hommes se rencontrent et deviennent rapidement des amis,.
En 1955, lorsque Rosa Parks refusa de se déplacer à l'arrière d'un bus comme l'exigeait la ségrégation, King et Abernathy sont les instigateurs du boycott des autobus de Montgomery. Un an plus tard, la Cour suprême des États-Unis affirme que la ségrégation dans les autobus est anticonstitutionnelle,,.
La nuit avant l'assassinat de Martin Luther King, Abernathy et lui partagèrent la chambre 306 au Lorraine Motel à Memphis (Tennessee). Après la mort de King, Abernathy prend la direction de la Southern Christian Leadership Conference (SCLC),.
En 1962, il devient pasteur de la West Hunter Street Baptist Church à Atlanta,.
En mai 1968, il co-organise la marche dite de la Poor People's Campaign (en) sur Washington (district de Columbia), prévue par Martin Luther King qui devait la diriger juste avant son assassinat. Cette marche a pour objet de faire porter l'attention sur les conditions sociales et économiques des plus démunis, leurs conditions de logement et l'accès au travail. Plus de 3 000 manifestants campent pendant 3 semaines, le 24 juin 1968, il leur est adjoint de démanteler leur campement, refusant l'ultimatum, la confrontation a lieu, la police arrête 288 manifestants, dont des chefs de file du mouvement des droits civiques et Ralph David Abernathy,,,,,.
Abernathy démissionne de la SCLC en 1977 et devient candidat au Congrès des États-Unis,,.
En 1987, il devient vice-président de l'American Freedom Coalition jusqu'à sa mort, en avril 1990.

## Vie privée
En août 1952, il épouse Juanita Odessa Jones (Juanita Abernathy (en)), le couple donne naissance à cinq enfants.
Ralph Abernathy repose au Lincoln Cemetery d'Atlanta en Géorgie,.

## Discours prononcé en mémoire de Martin Luther King, 15 janvier 1969 (extrait)
« Beaucoup de personnes crurent qu'il [Martin Luther King] était fou lorsqu'il mena un groupe non armé de fusils, de briques ou de pierres, fort de 50 000 personnes, à Montgomery, Alabama, en 1955, et dit à ses partisans : «  Aime tes ennemis, prie pour ceux qui te maudissent et qui t'utilisent avec méchanceté  ». Certains d'entre nous avons pu nous étonner lorsqu'il nous mena sans armes physiques dans les batailles d'Albany en Géorgie ; de St-Augustine en Floride ; et de Danville en Virginie. Et nous savions que quelque chose était incorrect lorsque sans défense nous restions debout devant Bull Connor à Birmingham, faisant face à des chiens vicieux et affamés, aux jets des tuyaux d'arrosage des pompiers, et à des policiers brutaux. 
Il fut le rédempteur de l'âme de l'Amérique. Il enseigna à la nation que « œil pour œil, dent pour dent », mené à sa conclusion ultime, ne mènerait qu'à une société aveugle et édentée. Il découvrit que la force la plus puissante pour aboutir à la révolution et aux réformes en Amérique est la non-violence. Il savait, comme l'a écrit l'historien Arnold Joseph Toynbee, que si l'Amérique peut être sauvée, ce sera de par l'homme noir capable d'injecter de nouvelles dimensions de non-violence dans les veines de notre civilisation. »

## Culture populaire
En 2016, Dohn Norwood (en) l'incarne dans le téléfilm All the Way de Jay Roach. En 2020 dans le film Un fils du Sud, l'acteur Cedric the Entertainer prête ses traits au personnage.